# Алистър Маклейн
Алистър Стюърт Маклейн (на английски: Alistair Stuart MacLean) е британски писател на бестселъри в жанра „военен и шпионски трилър“.

## Биография и творчество
Алистър Маклейн е роден на 28 април 1922 г. в Шетълстън – район в Глазгоу, Шотландия, в семейството на Алистър Маклийн и Мери Ламонт. Той е третият от четирима сина. Баща му е шотландски свещеник, а майка му е певица. Семейството му е добре образовано и говори шотландски келтски и английски език. 
Ранните си години прекарва в село Девиът на 10 km южно от град Инвърнес. Когато е на 14 години, баща му умира и той и майка му се преместват в Глазгоу, където остава и учи със стипендия в колежа „Хилнеад“ до 1941 г.
На 18 г. постъпва в Кралския военноморски флот като кадет в Кралската академия в Инвърнес. До 1943 г. служи като моряк и торпеден оператор на кораба „Bournemouth Queen“, който е преустроен от екскурзионен лайнер на охранителен кораб край бреговете на Англия и Шотландия. След това е прехвърлен на лекия крайцер от типа „подобрен Дидо–Роялист“. Корабът оперира през 1943 г. в Атлантическия океан като конвой на групи търговски кораби и самолетоносачи и в операции срещу „Тирпиц“ и други обекти по норвежкото крайбрежие. През 1944 г. корабът е в Средиземно море като част от откриването на втория фронт във Франция, блокадата на остров Крит и бойните действия в Егейско море. През 1945 г. е в Далечния изток като охранителен кораб и в операции срещу японските цели в Бирма, Малайзия и Суматра. След японската капитулация помага за освобождаването и евакуацията на военнопленници от затвора „Шанджи“ в Сингапур.
Маклейн напуска Кралския военноморски флот през 1946 г. Следва в Университета на Глазгоу, където се дипломира през 1953 г. със степен по английски език. През 1983 г. университетът му присъжда титлата „доктор хонорис кауза“ за цялостния му принос към литературата.
Започва работа като учител в Рутърглен (сега част от Южен Глазгоу). След завършването си се жени за Гизела Хейнришен, която е вдовица от войната и има син. Заедно имат още двама сина.
Още докато е студент и след това като учител Маклейн пише кратки истории за допълнителни приходи. През 1954 г. участва в конкурс с морската история „Dileas“, печели първо място и награда от 100 лири. След публикацията на разказа издателството се обръща към него с предложение за написването на роман. Маклейн, подкрепен от брат си Иън, веднага се отзовава и през 1955 г. издава първия си роман „Крайцерът „Юлисис““ въз основа на собствените си преживявания във войната. Романът има голям успех и от 1956 г. Маклейн се посвещава на писателската си кариера.
Произведенията на Маклейн стават бързо популярни и търсени от читателите. Той се продава толкова добре, че дори в началото на 60-те г. той прави опит и публикува два от романите си под псевдонима „Ян Стюарт“, за да докаже, че успехът му не се дължи на името му.
През 1959 г. той се премества да живее и пише в Женева, за да намали данъчните тежести. Остава там четири години.
През 1963 г. решава да си почине от писането на книги и купува хотел в Корнуол, Англия, наречен „Ямайка Ин“, с който се занимава до 1966 г., когато отново се връща към писането на романи и сценарии на филми.
Повечето от романите на Маклейн са военни трилъри, предимно в по-ранното му творчество, а впоследствие той пише предимно шпионски трилъри и приключенски апокалиптични трилъри. В тях, освен пейзажите от Северния ледовит океан и театъра на бойните действия, има и много екзотични части от света. В романите му не се набляга на секса, а само на романтиката. Най-доброто в тях е романизирането на собствения опит и впечатления на писателя от участието му във войната.
Около 1980 г. на Маклийн е поръчано от американската компания за кинопродукция да напише поредица от сценарии, по които впоследствие да бъдат произведени филми. Той създава серия от сценарии за дейността на Организацията на обединените нации за борба с престъпността (UNACO). Тези сценарии, са романизирани от писателите Алистър Макнийл, Джон Денис (псевдоним на Джон Едуардс и Денис Фрост) и Хю Милър. Те са издадени с голям успех предимно след смъртта му.
Много от произведенията му са екранизирани във филми, които имат сериозен успех сред публиката.
През 1972 г. бракът се разпада и той се жени през същата година за Мария Марселе Георгиус. Бракът му продължава до 1977 г. и отново се разпада предимно поради неговата злоупотреба с алкохола.
Алистър Маклейн умира от сърдечна недостатъчност на 2 февруари 1987 г. в Мюнхен, Германия.

## Произведения

### Самостоятелни романи
- HMS Ulysses (1955)
Крайцерът „Юлисис“, изд. „Г. Бакалов“, Варна (1987), прев. Виолета Чушкова
- South by Java Head (1955)
- The Last Frontier (The Secret Ways) (1955)
Последната граница, изд. „Терзиев и синове“, София (1995), прев. Милчо Германов
- Night Without End (1955)
Нощна стража, изд. „Интепринт“, София (1992), изд. Димана Илиева
- Fear is the Key (1961)
Страхът отваря всички врати, изд. „Грифон“, София (1993), прев.
- The Dark Crusader (The Black Shrike) (1961)
- The Golden Rendezvous (1962)
Златното рандеву, изд. „Бева прес“, София (1992), прев. Хени Конова
- The Satan Bug (1962)
- Ice Station Zebra (1963)
Акция „Зебра“, изд. ,Компас“, Варна (1993), прев. Людмила Левкова
- When Eight Bells Toll (1966)
Устата на гроба, изд. „Петрум Ко“, София (1991), прев. Сергей Христов
- Where Eagles Dare (1967)
- Puppet on a Chain (1969)
Кукла на верига, изд. „Г. Бакалов“, Варна (1981, 1990); изд. „Интерпринт“, София (1990); изд. „Хермес“, София (2000), прев. Герасим Величков
- Caravan to Vaccares (1970)
- Bear Island (1971)
Мечия остров, изд. „Терзиев и синове“, София (1994), прев. Милчо Германов
- The Way to Dusty Death (1973)
Пътят към смъртоносния прах, изд. „Ведрина“, София (1993), прев. Любомир Соколов
- Breakheart pass (1974)
Проходът на сломените сърца, изд. „Ив. Вазов“ и „Медиум 999“, София (1991), прев. Жечка Георгиева
- Circus (1975)
- The Golden Gate (1976)
- Seawitch (1977)
Морска вещица, изд. „Алекс принт“, Варна (1993), прев. Живка Стефанова, Димитър Илиев
- Goodbye California (1978)
Goodbye Калифорния, изд. „Карива“, София (1993), прев. Лилия Цекова
- Athabasca (1980)
Атабаска, изд. „Андина“, Варна (1993), прев. Ема Гилева
- River of Death (1981)
Реката на смъртта, изд. „Петрум Ко“, София (1996), прев. Йолина Миланова
- Partisans (1982)
- Floodgate (1983)
- San Andreas (1984)
Сан Андреас, изд. „Роял 77“, Варна (1994), прев. Юри Лучев
- The Lonely Sea (1985)
- Santorini (1986)
Санторини, изд. „Фама“, София (1993), прев. Владимир Германов

### Серия „Оръжията на Наварон“ (Guns of Navarone)
1. The Guns of Navarone (1957)
Оръдията на Наварон, изд. „Мерлин-S“, София (1993), прев. Силвияна Златева
2. Force Ten from Navarone (1968)
Десет бала от Наварон, изд. „Мерлин5“, София (1994), прев. Веселин Пейчев

### Документалистика
- Lawrence of Arabia (1963)
- Captain Cook (1972)

### Романи по сценарии на Алистър Маклейн, редактирани и издадени след смъртта му
- Hostage Tower, 1980 – в съавторство с Джон Денис
- Air Force One is Down, 1981 – в съавторство с Джон Денис
- Death Train, 1989 – в съавторство с Алистър Макнийл
Влакът на смъртта, изд. „Амарант“, София (2001), прев.
- Night Watch, 1989 – в съавторство с Алистър Макнийл
- Red Alert, 1990 – в съавторство с Алистър Макнийл
- Time of the Assassins, 1991 – в съавторство с Алистър Макнийл
- Dead Halt, 1992 – в съавторство с Алистър Макнийл
- Code Breaker, 1993 – в съавторство с Алистър Макнийл
- Rendezvous, 1995 – в съавторство с Алистър Макнийл
- Prime Target, 1997 – в съавторство с Хю Милър
- Borrowed Time, 1998 – в съавторство с Хю Милър

## Екранизации
- 1961 The Guns of Navarone – филм по романа
- 1961 The Secret Ways – филм по романа
- 1965 The Satan Bug – филм по романа / като Ян Стюарт
- 1968 Ice Station Zebra – филм по романа
- 1968 Where Eagles Dare – филм по романа / сценарист
- 1971 When Eight Bells Toll – филм по романа / сценарист
- 1971 Puppet on a Chain – филм по романа / сценарист
- 1972 Fear Is the Key – филм по романа
- 1974 Caravan to Vaccares – филм по романа
- 1975 Breakheart Pass – филм по романа / сценарист
- 1977 Golden Rendezvous – филм по романа
- 1978 Force 10 from Navarone – филм по романа
- 1979 Bear Island – филм по идея на романа
- 1980 The Hostage Tower – ТВ филм, по романа
- 1989 River of Death – филм по романа
- 1995 Detonator II: Night Watch – ТВ филм, по разказ
- 1996 The Way to Dusty Death – ТВ филм, по романа